# A-Division 1986
La A-Division 1986 fu la prima edizione del campionato bhutanese di calcio; il torneo era formato da dieci squadre e il Royal Bhutan Army FC vinse il titolo.

## Classifica finale
| Pos. | Squadra                 | G | V | N | P | GF | GS | Punti |
| ---- | ----------------------- | - | - | - | - | -- | -- | ----- |
| 1    | Royal Bhutan Army       | 9 | 9 | 0 | 0 | 24 | 2  | 18    |
| 2    | Social Service          | 9 | 8 | 0 | 1 | 22 | 4  | 16    |
| 3    | Finance                 | 9 | 7 | 0 | 2 | 25 | 10 | 14    |
| 4    | Royal Bhutan Police     | 9 | 4 | 2 | 3 | 12 | 7  | 10    |
| 5    | Public Works Department | 9 | 3 | 2 | 4 | 9  | 16 | 8     |
| 6    | Motithang College       | 9 | 2 | 2 | 5 | 6  | 15 | 6     |
| 7    | Health School           | 9 | 2 | 2 | 5 | 9  | 19 | 6     |
| 8    | T. I. and Power         | 9 | 1 | 2 | 6 | 11 | 20 | 4     |
| 9    | Yangchengphug College   | 9 | 1 | 2 | 6 | 5  | 17 | 4     |
| 10   | Education               | 9 | 0 | 4 | 5 | 5  | 18 | 4     |

G = Partite giocate; V = Vittorie; N = Nulle/Pareggi; P = Perse; GF = Goal fatti; GS = Goal subiti; 